# تورللا، نیو ساوت ولز
تورللا (به انگلیسی: Turrella) یک حومه شهر در استرالیا است که در نیو ساوت ولز واقع شده‌است.